# 錦江賓館駅

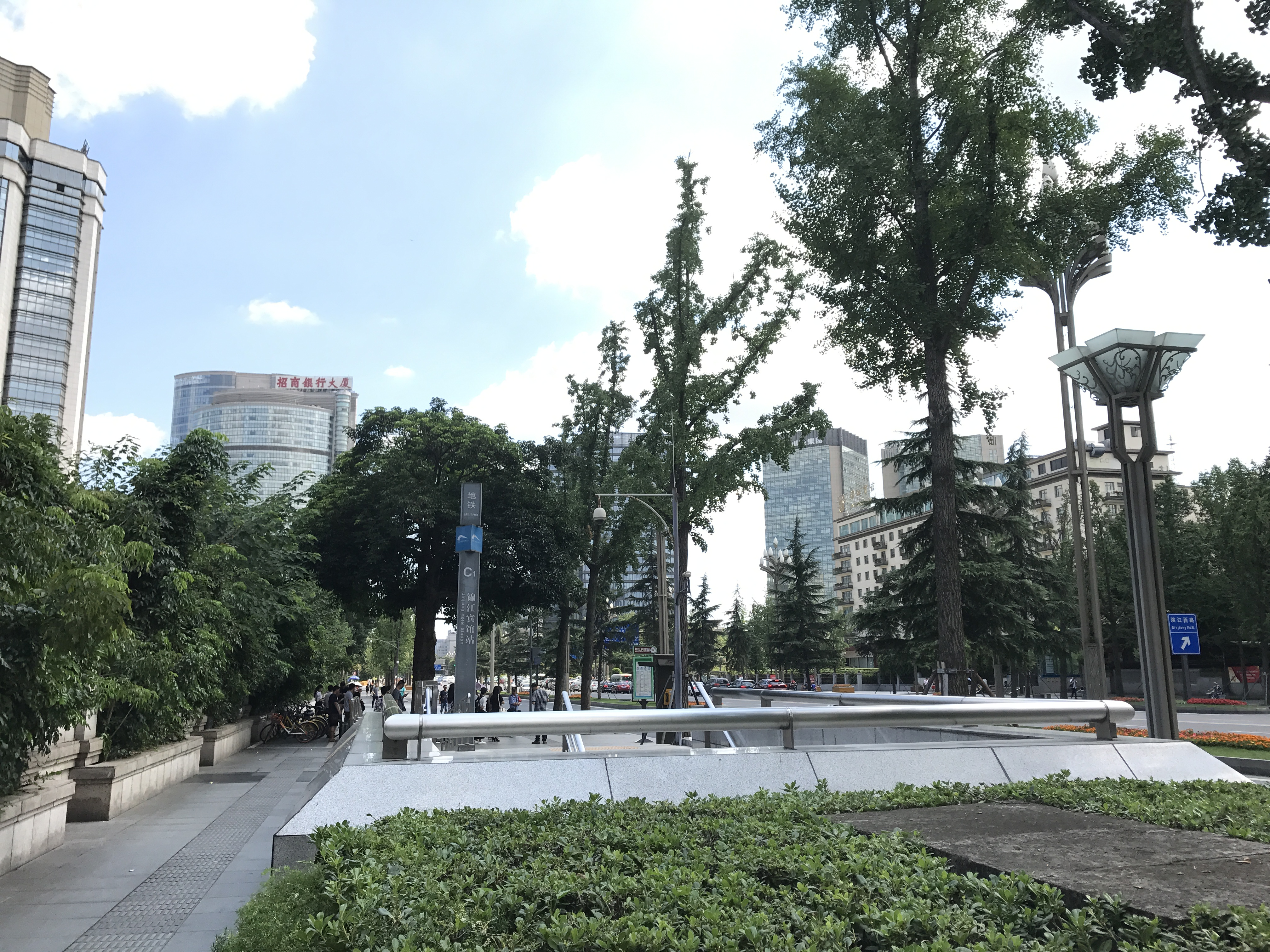
C1出口。右の白い建物は錦江賓館

錦江賓館駅（きんこうひんかん-えき）は中華人民共和国四川省成都市錦江区に位置する成都軌道交通1号線の駅である。

## 駅周辺
- 錦江賓館

## 歴史
- 2010年9月27日 開業

## 隣の駅
成都軌道交通
■1号線
天府広場駅 - 錦江賓館駅 - 華西壩駅
座標: 北緯30度39分06秒 東経104度03分49秒 / 北緯30.6516度 東経104.0637度